# バキンスキー・ラボーチー
バキンスキー・ラボーチー（ロシア語: «Бакинский рабочий»、「バクーの労働者」の意）は、アゼルバイジャンで発行されているロシア語の新聞。政治的、社会的なニュースを専門とする。
1906年4月、ロシア社会民主労働党バクー支部の機関紙として非合法に創刊し、一時はヨシフ・スターリンもその発行にかかわった。1908年9月に合法化されるも翌月にロシア帝国当局によって編集部が閉鎖された。ロシア革命期の1917年4月22日から1918年8月10日まで復刊した。この時期の編集長はバクー・コミューンのステパン・シャウミャンとアルセン・アミリャン。アゼルバイジャン民主共和国の成立中は廃刊し、ソビエト・アゼルバイジャンが成立すると「アゼルバイジャンの貧民」«Азербайджанская беднота»と紙名を変えて1920年6月25日に再び復刊したが、11月7日に紙名を「バキンスキー・ラボーチー」へ戻した。その後アゼルバイジャン共産党中央委員会の機関紙となった。1920年代の編集者はピョートル・チャギン(ru)。
初期にはセルゲイ・エセーニンの詩を多く掲載した。1946年に労働赤旗勲章を受章している。1969年の発行部数は130万部だったが、2009年の発行部数は3千部である。